# Cuchery
Cuchery est une commune française, située dans le département de la Marne en région Grand Est.

## Géographie

### Localisation
Cuchery se trouve à l'ouest du département de la Marne, en région Grand Est. La commune appartient à la région agricole du Tardenois.
La commune de Cuchery s'étend sur une superficie de 703 hectares, au sein de la Montagne de Reims et de son parc naturel régional. Sur son territoire, l'altitude varie de 109 à 249 mètres. Le village de Cuchery se trouve dans une vallée formée par le ruisseau de Belval, qui traverse la commue d'est en ouest entre Belval-sous-Châtillon et Baslieux-sous-Châtillon. Le hameau d'Orcourt, plus au sud, se trouve à une altitude plus élevée (150 m). De part et d'autre de la vallée, au nord et au sud, les collines dépassent les 200 mètres d'altitude.
Par la route, Cuchery se situe à 67 km de Châlons-en-Champagne, préfecture du département, à 17 km d'Épernay, sous-préfecture, et à 18 km de Dormans, bureau centralisateur du canton de Dormans-Paysages de Champagne dont dépend Cuchery depuis 2015. La commune fait en outre partie du bassin de vie de Dormans.
Cuchery est limitrophe de 4 communes :
|                         | La Neuville-aux-Larris |                       |
| Baslieux-sous-Châtillon | Cuchery                | Belval-sous-Châtillon |
|                         | Villers-sous-Châtillon |                       |

### Hydrographie
La commune est dans la région hydrographique « la Seine de sa source au confluent de l'Oise (exclu) » au sein du bassin Seine-Normandie. Elle est drainée par le ruisseau de Belval et le Fossé 01 de la Fréverge,.
Le ruisseau de Belval, d'une longueur de 13 km, prend sa source dans la commune de Belval-sous-Châtillon et se jette  dans la Marne à Châtillon-sur-Marne, après avoir traversé cinq communes. 

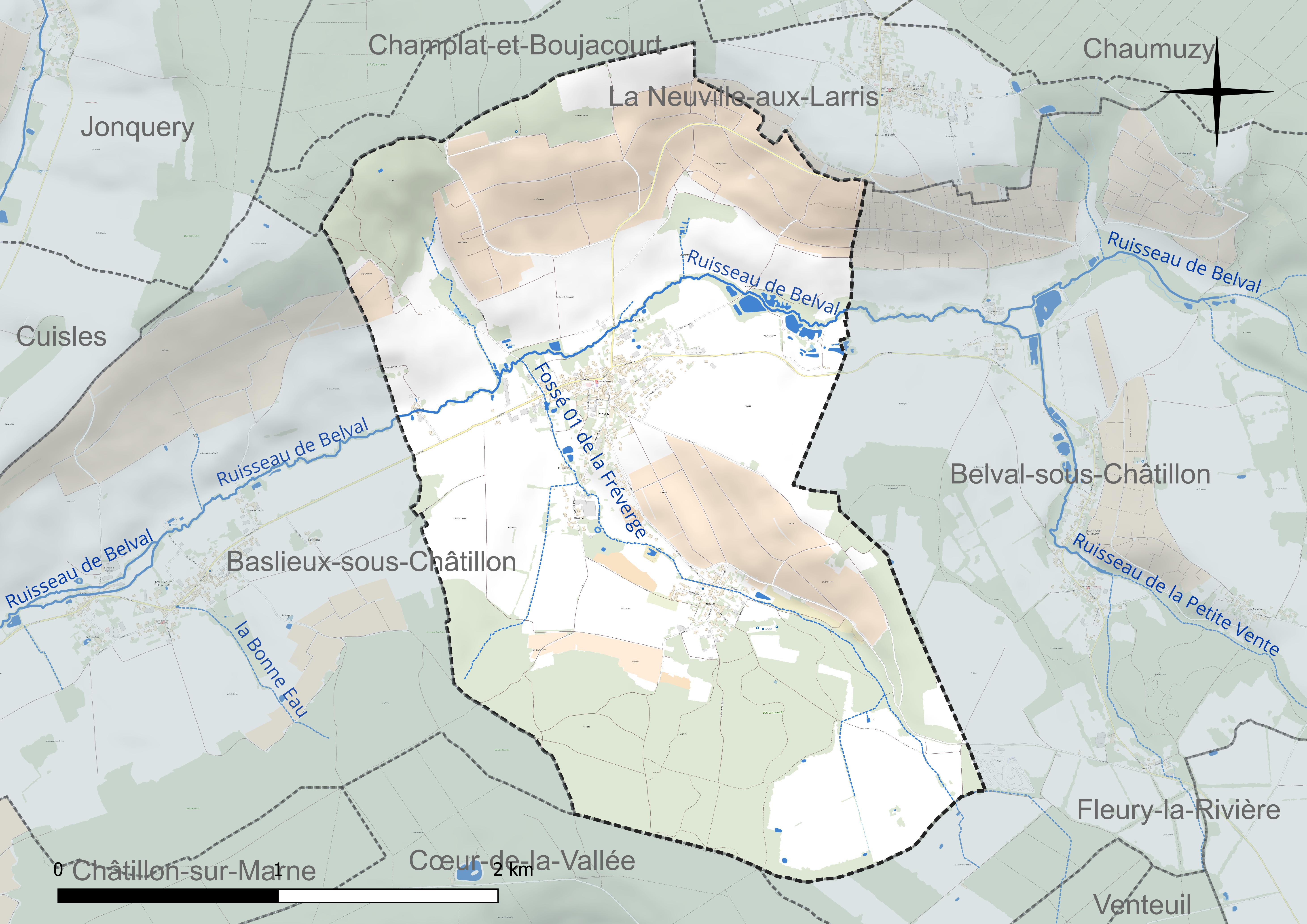
Réseau hydrographique de Cuchery.

### Climat
Pour des articles plus généraux, voir Climat du Grand Est et Climat de la Marne.
En 2010, le climat de la commune est de type climat océanique dégradé des plaines du Centre et du Nord, selon une étude du Centre national de la recherche scientifique s'appuyant sur une série de données couvrant la période 1971-2000. En 2020, Météo-France publie une typologie des climats de la France métropolitaine dans laquelle la commune est exposée à un climat océanique altéré et est dans la région climatique  Nord-est du bassin Parisien, caractérisée par un ensoleillement médiocre, une pluviométrie moyenne régulièrement répartie au cours de l’année et un hiver froid (3 °C). 
Pour la période 1971-2000, la température annuelle moyenne est de 10,5 °C, avec une amplitude thermique annuelle de 15,9 °C. Le cumul annuel moyen de précipitations est de 749 mm, avec 12,6 jours de précipitations en janvier et 8,6 jours en juillet. Pour la période 1991-2020, la température moyenne annuelle observée sur la station météorologique de Météo-France la plus proche, « Chambrecy-Civc », sur la commune de Chambrecy à 6 km à vol d'oiseau, est de 10,7 °C et le cumul annuel moyen de précipitations est de 734,0 mm. 
La température maximale relevée sur cette station est de 40,3 °C, atteinte le 25 juillet 2019 ; la température minimale est de −22,1 °C, atteinte le 17 janvier 1985,,. 
Les paramètres climatiques de la commune ont été estimés pour le milieu du siècle (2041-2070) selon différents scénarios d'émission de gaz à effet de serre à partir des nouvelles projections climatiques de référence DRIAS-2020. Ils sont consultables sur un site dédié publié par Météo-France en novembre 2022.

### Milieux naturels et biodiversité
L'Inventaire national du patrimoine naturel (INPN) recense 295 espèces sur le territoire de la commune, dont 31 espèces protégées et 12 espèces menacées.
Cuchery fait partie du parc naturel régional de la Montagne de Reims. La commune ne compte aucune zone naturelle d'intérêt écologique, faunistique et floristique (ZNIEFF) ou autre espace naturel protégé sur son territoire.

## Urbanisme

### Typologie
Au 1er janvier 2024, Cuchery est catégorisée commune rurale à habitat dispersé, selon la nouvelle grille communale de densité à sept niveaux définie par l'Insee en 2022.
Elle est située hors unité urbaine. Par ailleurs la commune fait partie de l'aire d'attraction de Reims, dont elle est une commune de la couronne,. Cette aire, qui regroupe 294 communes, est catégorisée dans les aires de 200 000 à moins de 700 000 habitants,.

### Occupation des sols
L'occupation des sols de la commune, telle qu'elle ressort de la base de données européenne d’occupation biophysique des sols Corine Land Cover (CLC), est marquée par l'importance des territoires agricoles (66,1 % en 2018), en diminution par rapport à 1990 (66,9 %). La répartition détaillée en 2018 est la suivante : terres arables (31,6 %), forêts (27,9 %), cultures permanentes (24,7 %), zones urbanisées (6,1 %), prairies (6,1 %), zones agricoles hétérogènes (3,7 %).
L'évolution de l’occupation des sols de la commune et de ses infrastructures peut être observée sur les différentes représentations cartographiques du territoire : la carte de Cassini (XVIIIe siècle), la carte d'état-major (1820-1866) et les cartes ou photos aériennes de l'IGN pour la période actuelle (1950 à aujourd'hui).

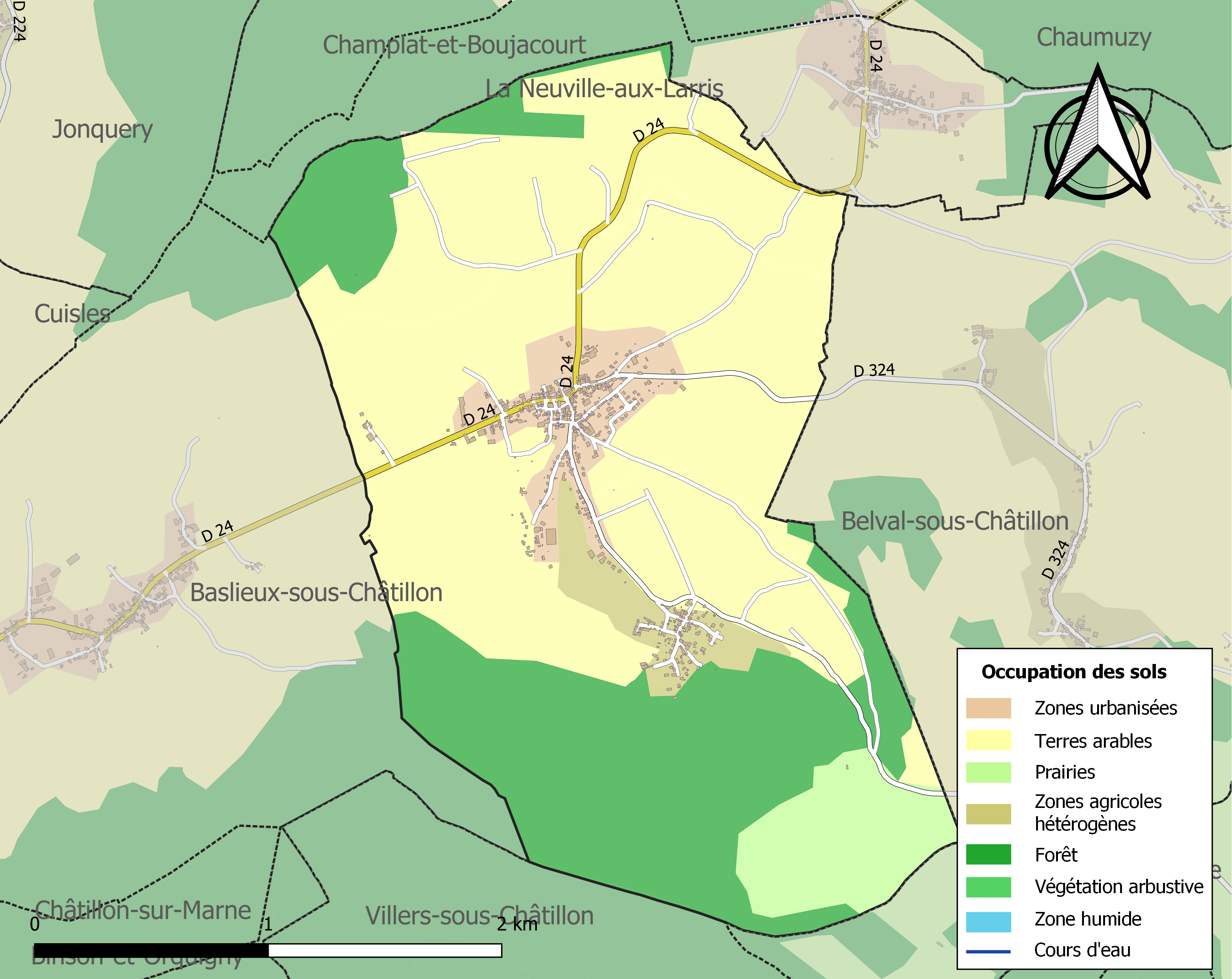
Carte des infrastructures et de l'occupation des sols de la commune en 2018 (CLC).

### Hameaux et écarts
Outre le village de Cuchery, la commune comprend plusieurs hameaux. Le plus grand est Orcourt au sud-est, dans le vallon du ruisseau des Aulnes. Les hameaux de la Fréverge et Ménicourt se trouvent immédiatement au sud du village. La Ferme de la Clicotte se trouve sur le ru de Belval à l'ouest.
Aux XVIe et XVIIIe siècles, on y trouvait également le hameau de la Fortelle, désormais un lieu-dit au sud-est de la commune.

### Habitat et logement
En 2021, Cuchery compte 227 logements. Ces logements sont à 97 % des maisons ; la commune ne comptant que 5 appartements. En raison de la prévalence des maisons, les résidences principales de Cuchery disposent en moyenne de 5,1 pièces.
Le tableau ci-dessous présente une comparaison de quelques indicateurs chiffrés du logement pour Cuchery, la communauté de communes des Paysages de la Champagne (CCPC), le département de la Marne et la France entière :
|                                                            | Cuchery | CCPC   | Marne   | France     |
| ---------------------------------------------------------- | ------- | ------ | ------- | ---------- |
| Ensemble des logements                                     | 227     | 11 470 | 300 919 | 37 155 918 |
| Part des résidences principales (en %)                     | 84,1    | 80,9   | 87,5    | 82,2       |
| Part des résidences secondaires (en %)                     | 3,5     | 5,8    | 3,4     | 9,7        |
| Part des logements vacants (en %)                          | 12,4    | 13,4   | 9,1     | 8,1        |
| Part des propriétaires de leur résidence principale (en %) | 75,8    | 76,4   | 52,2    | 57,5       |

À Cuchery, en 2021, 84,1 % des logements sont des résidences principales, 3,5 % des résidences secondaires et 12,4 % des logements vacants. Par ailleurs, 75,8 % des ménages sont propriétaires de leur résidence principale. Cuchery se démarque alors par un faible nombre de résidences secondaires et une forte proportion de ménages propriétaires de leur résidence principale.
Parmi les résidences principales construites avant 2019, 12,7 % avaient été construites avant 1919, 9,6 % entre 1919 et 1945, 11,7 % entre 1946 et 1970, 27 % entre 1971 et 1990, 16,9 % entre 1991 et 2005 et 22,1 % entre 2006 et 2018.
Le nombre de logements a presque doublé entre les années 1960 et les années 2010. Le tableau ci-dessous présente l'évolution du nombre de logements sur le territoire de la commune, par catégorie, depuis 1968 :
|                        | 1968 | 1975 | 1982 | 1990 | 1999 | 2010 | 2015 | 2021 |
| ---------------------- | ---- | ---- | ---- | ---- | ---- | ---- | ---- | ---- |
| Résidences principales | 115  | 116  | 126  | 140  | 149  | 182  | 182  | 191  |
| Résidences secondaires | 1    | 4    | 10   | 7    | 6    | 4    | 3    | 8    |
| Logements vacants      | 4    | 10   | 18   | 14   | 23   | 25   | 36   | 28   |
| Total                  | 120  | 130  | 154  | 161  | 178  | 211  | 221  | 227  |

### Voies de communication et transports
Cuchery est traversée par la route départementale 24 entre Baslieux-sous-Châtillon (puis Châtillon-sur-Marne) à l'ouest et La Neuville-aux-Larris (puis Chaumuzy) au nord. Depuis la route départemantale 24, la route départementale 324 part de Cuchery en direction de Belval-sous-Châtillon (puis Fleury-la-Rivière) vers l'est.

## Toponymie
Le nom de la localité est attesté sous les formes Corcheracum, Corchereium (commencement du XIe siècle) ; Cucheri, Cucheroi (vers 1300) ; Cuichery (1522) ; Chuchery (1598).
Parmi les hameaux de Cuchery, Orcourt est attesté depuis le XVIe siècle (Auricourt en 1517 ; Arcoul et Orecoul en 1521). Menicourt est connu au siècle suivant (1613).

## Histoire
Il y avait sur le territoire la seigneurie de Grancour, le village dépendait du présidial de Château-Thierry et de la coutume de Vitry. Un grand incendie en 1776 détruisait presque tout le village qui ne fut relevé que par la générosité de l'évêque de Soissons dont-elle dépendait.

## Politique et administration
Par décret du 29 mars 2017, la commune est détachée le 31 mars 2017 de l'arrondissement de Reims pour intégrer l'arrondissement d'Épernay.

### Intercommunalité
La commune, antérieurement membre de la communauté de communes du Châtillonnais, est membre, depuis le 1er janvier 2014, de la communauté de communes Ardre et Châtillonnais.
En effet, conformément au schéma départemental de coopération intercommunale de la Marne du 15 décembre 2011, cette communauté de communes Ardre et Châtillonnais est issue de la fusion, au 1er janvier 2014, de la communauté de communes du Châtillonnais et de la communauté de communes Ardre et Tardenois,

### Liste des maires
| Période    | Période                      | Identité        | Étiquette            | Qualité |
| ---------- | ---------------------------- | --------------- | -------------------- | --- |
| avant 1874 | après 1876                   | Visneux         |                      | [ 26 ] |
| 1992       | 2014                         | Françoise Férat | UDF puis AC puis UDI | Sénatrice de la Marne (2001 → ) Conseillère générale de Châtillon-sur-Marne (1992 → 2015) Conseillère départementale de Dormans-Paysages de Champagne (2015 → ) |
| 2014       | En cours (au 4 juillet 2014) | Cécile Oeslick  |                      | |

## Équipements et services publics

### Eau et déchets
L'approvisionnement en eau potable et l'assainissement des eaux usées sont des compétences de la communauté de communes des Paysages de la Champagne. La commune de Cuchery est alimentée en eau potable par les forages d'Orcourt, situés sur son territoire. La production et la distribution d'eau potable font l'objet d'une délégation de service public confiée à Suez jusqu'en 2029. Cuchery accueille une station d'épuration à filtre planté de roseaux d'une capacité de 600 équivalent-habitants sur son territoire. L'assainissement collectif y est assuré en régie par la communauté de communes.
La communauté de communes est également compétente en matière de déchets. La collecte des ordures ménagères résiduelles et des déchets recyclables est réalisée en porte à porte. La communauté de commune adhérant au syndicat de valorisation des ordures ménagères de la Marne (SYVALOM), ces déchets sont amenés au centre de transfert départemental de Pierry puis valorisés sur le site de La Veuve. La collecte du verre et des textiles se fait en apport volontaire. La communauté de communes met par ailleurs six déchèteries à disposition de ses habitants, accessibles après création d'une carte d'accès : à Châtillon-sur-Marne, Damery-Venteuil, Fèrebrianges, Mareuil-le-Port, Montmort-Lucy et Trélou-sur-Marne.

### Enseignement
Cuchery fait partie de l'académie de Reims.
La commune dispose d'une école primaire, installée place de la Mairie et fréquentée par 88 élèves (chiffres 2024-2025). L'école de Cuchery accueille également les enfants de Baslieux-sous-Châtillon, Belval-sous-Châtillon, Champlat-et-Boujacourt et La Neuville-aux-Larris.
Les jeunes de Cuchery sont ensuite rattachés au collège Lucie Aubrac de Montmort-Lucy et au lycée La Fontaine du Vé de Sézanne.

### Postes et télécommunications
Une boîte aux lettres de La Poste se trouve sur le territoire de la commune, rue des Vignes (hameau de Orcourt). Les bureaux de poste les plus proches sont situés à Châtillon-sur-Marne et Ville-en-Tardenois, environ 6 km de Cuchery. La commune partage toutefois son code postal (51480) avec le bureau de poste de Damery, à 8 km.

### Justice, sécurité et secours
Du point de vue judiciaire, Cuchery relève du conseil de prud'hommes, du tribunal de commerce, du tribunal judiciaire, du tribunal paritaire des baux ruraux et du tribunal pour enfants de Reims, dans le ressort de la cour d'appel de Reims. Pour le contentieux administratif, la commune dépend du tribunal administratif de Châlons-en-Champagne et de la cour administrative d'appel de Nancy.
Cuchery est située en secteur Gendarmerie nationale et dépend de la brigade de Châtillon-sur-Marne.
En matière d'incendie et de secours, les centres d'incendie et de secours les plus proches sont ceux de Dormans et Romigny, dépendant du Service départemental d'incendie et de secours (SDIS) de la Marne. La commune est rattachée au centre de première intervention de La Neuville-aux-Larris qui compte 13 sapeurs-pompiers volontaires intercommunaux suppléant les pompiers professionnels du SDIS.

## Population et société

### Démographie
L'évolution du nombre d'habitants est connue à travers les recensements de la population effectués dans la commune depuis 1793. Pour les communes de moins de 10 000 habitants, une enquête de recensement portant sur toute la population est réalisée tous les cinq ans, les populations de référence des années intermédiaires étant quant à elles estimées par interpolation ou extrapolation. Pour la commune, le premier recensement exhaustif entrant dans le cadre du nouveau dispositif a été réalisé en 2005.

En 2022, la commune comptait 414 habitants, en évolution de +1,72 % par rapport à 2016 (Marne : −1,19 %, France hors Mayotte : +2,11 %).
| 1793 | 1800 | 1806 | 1821 | 1831 | 1836 | 1841 | 1846 | 1851 |
| ---- | ---- | ---- | ---- | ---- | ---- | ---- | ---- | ---- |
| 405  | 487  | 558  | 512  | 520  | 536  | 511  | 535  | 511  |

| 1856 | 1861 | 1866 | 1872 | 1876 | 1881 | 1886 | 1891 | 1896 |
| ---- | ---- | ---- | ---- | ---- | ---- | ---- | ---- | ---- |
| 457  | 468  | 485  | 418  | 440  | 409  | 404  | 393  | 395  |

| 1901 | 1906 | 1911 | 1921 | 1926 | 1931 | 1936 | 1946 | 1954 |
| ---- | ---- | ---- | ---- | ---- | ---- | ---- | ---- | ---- |
| 407  | 412  | 404  | 359  | 355  | 352  | 326  | 321  | 326  |

| 1962 | 1968 | 1975 | 1982 | 1990 | 1999 | 2005 | 2006 | 2010 |
| ---- | ---- | ---- | ---- | ---- | ---- | ---- | ---- | ---- |
| 343  | 345  | 306  | 341  | 336  | 350  | 372  | 372  | 421  |

| 2015 | 2020 | 2022 | - | - | - | - | - | - |
| ---- | ---- | ---- | - | - | - | - | - | - |
| 406  | 409  | 414  | - | - | - | - | - | - |

### Cultes
Pour le culte catholique, l'église Saint-Maurice de Cuchery dépend de la paroisse Urbain II, au sein du diocèse de Reims.

### Médias
La presse écrite régionale comprend le quotidien L'Union et l'hebdomadaire L'Hebdo du vendredi.
Parmi les stations de radio locales, il est possible de citer Ici Champagne-Ardenne et Champagne FM.

## Économie
Cuchery fait partie de la rive droite de la Vallée de la Marne avec 140 hectares en appellation Champagne.

## Culture locale et patrimoine

### Lieux et monuments
- Site panoramique de la Croix du Balai.
- Orcourt où sont présentes près de 200 variétés de roses et de nombreuses plantes en mixed border.
- Église Saint-Maurice, édifice du XIIe siècle, repris aux XIVe, XVe et XVIe siècles. La sacristie serait, elle, du XVIIe[49].

### Personnalités liées à la commune
- L’abbé Eugène Charles Miroy (1828-1871) qui tenait la cure du village fut fusillé par les Prussiens.

### Héraldique
| Blason de Cuchery | Blason  | Parti : au 1er d'azur à un beffroi d'église d'argent, mouvant de la pointe, ajouré, maçonné et essoré de sable, au chef d'or chargé d'une feuille de chanvre de sinople, au 2d d'or à une roue de moulin de sable, mouvant d'une champagne fascée ondée d'azur et d'argent de huit pièces ; le tout sommé du chef parti d'or chargé d'une feuille de chanvre de sinople, et d'azur chargé d'un épi de blé d'or ; à une grappe de raisin brochant sur le trait du parti du chef, de l'un en l'autre. |
| Blason de Cuchery | Détails | Création Pascale Dervin, adoptée. |